# Guido Raimondi

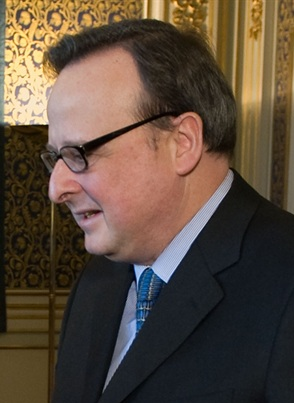
Guido Raimondi (2011)

Guido Raimondi (* 22. Oktober 1953 in Neapel) ist ein italienischer Jurist und Richter. Raimondi war von November 2015 bis Mai 2019 Präsident des Europäischen Gerichtshofs für Menschenrechte (EGMR).

## Werdegang
Guido Raimondi wurde am 22. Oktober 1953 in der italienischen Hafenstadt Neapel geboren. Er absolvierte das Rechtsstudium an der Universität Neapel, wo er 1975 den Master of Laws erwarb. Anschließend war Raimondi von 1976 bis 1977 Universitätsassistent beim ersten Lehrstuhl für Internationales Recht an der Rechtswissenschaftlichen Fakultät der Universität Neapel. 1977 wurde er zum Richter ernannt, was er in der Folge bis 1986 blieb. In diesem Jahr wurde er ins Außenministerium berufen, um im diplomatischen Rechtsdienst tätig zu werden.
1989 kam Raimondi erstmals an ein internationales Gericht, als er als Mit-Vertreter der Republik Italien sowohl vor dem EGMR als auch der Europäischen Kommission für Menschenrechte, zwei Einrichtungen des Europarats, ernannt wurde. Von 1991 bis 1992 war er in der Folge als Mitglied der Berufungskammer der Westeuropäischen Union mit Sitz in London tätig. In den Folgejahren wurde Guido Raimondi Mitglied zahlreicher Steuerungskommissionen und Beratungsgremien des Europarats, speziell des Büros der Steuerungskommission für Menschenrechtsfragen, dem er von 1999 bis 2000 vorstand.
Innerhalb Italiens diente Guido Raimondi von 1997 bis 2002 als Generalanwalt am italienischen Kassationsgerichtshof sowie von 1998 bis 2003 Mitglied des interministeriellen Komitees für Menschenrechtsfragen. 1998 wurde er zum Vollmitglied der Berufungskammer der Westeuropäischen Union in Brüssel ernannt. Von 2001 bis 2003 war Raimondi des Öfteren als italienischer Ad-hoc-Richter am EGMR tätig, 2002 wurde er zum Richter des italienischen Kassationsgerichtshofs ernannt.
2003 wurde Guido Raimondi stellvertretender Rechtsberater der Internationalen Arbeitsorganisation in Genf, 2008 Rechtsberater und Direktor des Büros für Rechtsdienste bei dieser Organisation. Mit 5. Mai 2010 wurde Guido Raimondi schließlich von Italien für eine neunjährige Funktionsperiode als Richter am Europäischen Gerichtshof für Menschenrechte nominiert und von der Parlamentarischen Versammlung des Europarates gewählt. Am 1. November 2012 stieg er innerhalb des Gerichtshofs zum Vizepräsidenten und Sektionspräsidenten auf und am 1. November 2015 wählten ihn die Richter des EGMR für eine dreijährige Amtszeit zum Präsidenten. In diesem Amt wurde er am 5. Mai 2019 von seinem Nachfolger Linos-Alexandre Sicilianos abgelöst.